# Протрептик
Протре́птик (дав.-гр. προτρεπτικός) — жанр античної літератури, який спонукає або запрошує читача зайнятися вивченням будь-якого вчення (перш за все, філософії). Один з перших «Протрептик» написав Аристотель. Від нього збереглися тільки фрагменти. «Протрептик» Аристотеля вплинув на діалог Цицерона «Гортензія» і на «Протрептик» Ямвліха. До числа апологетичних творів Климента Александрійського відноситься «Протрептик, або Умовляння до еллінів».

До жанру «Протрептик» близький твір що зберігся на сирійській мові «Слово до Антоніна» Псевдо-Мелітона (поч. III ст.).